# Ravensburg (stad)
Ravensburg is een plaats in de Duitse deelstaat Baden-Württemberg. Het is de Kreisstadt van de Landkreis Ravensburg. De stad telt 50.776 inwoners.

## Geschiedenis
Zie voor de geschiedenis van de stad Ravensburg tot 1803 ook onder: Rijksstad Ravensburg.
De locatie van Ravensburg is sedert de Jonge Steentijd bewoond, en er zijn later nederzettingen geweest van Kelten, Romeinen en Alemannen. In 1088 wordt de plaats als  Ravenspurch voor het eerst in een document vermeld. Het vorstengeslacht der Welfen liet er omstreeks 1050 een kasteel, de Burg Ravensburg, bouwen. Welf VI liet het gebied omstreeks 1170 na aan zijn neef, Keizer Frederik I Barbarossa. In 1276 bevestigde koning Rudolf I de status van Ravensburg als Vrije Rijksstad, die tot 1803 in stand bleef.
Een met de Hanze concurrerende handelscompagnie, de Magna Societas Alamannorum, Groot Handelsgenootschap van Ravensburg werd omstreeks 1380 door kooplieden van de families Humpis (uit Ravensburg), Mötteli (uit Buchhorn, het tegenwoordige Friedrichshafen) en Muntprat (uit Konstanz) opgericht. Deze groep behield macht en invloed tot in het eerste kwart van de 16e eeuw. Hun handelsconnecties reikten tot in de stad Brugge.

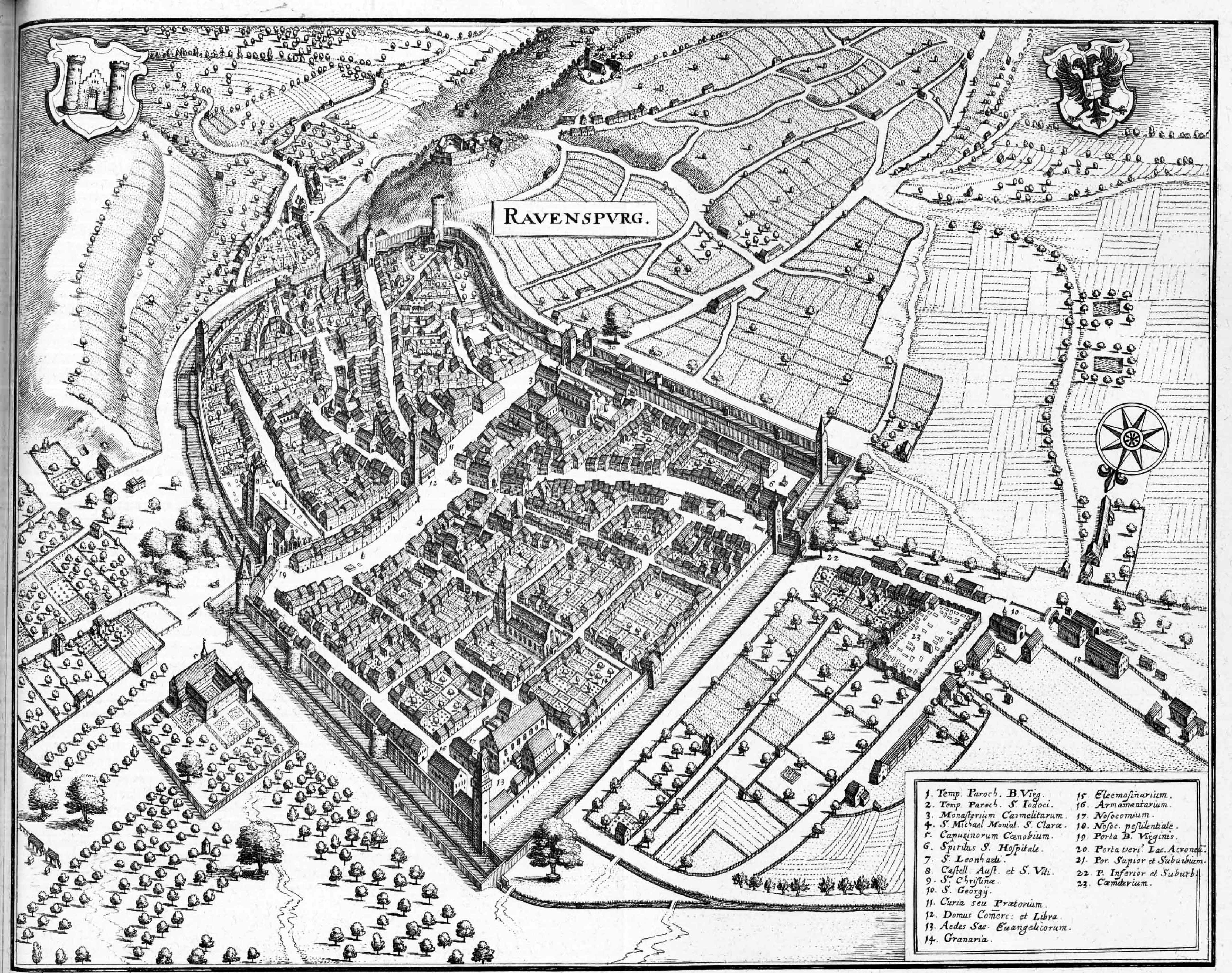
Ravensburg in 1647, Merian-prent
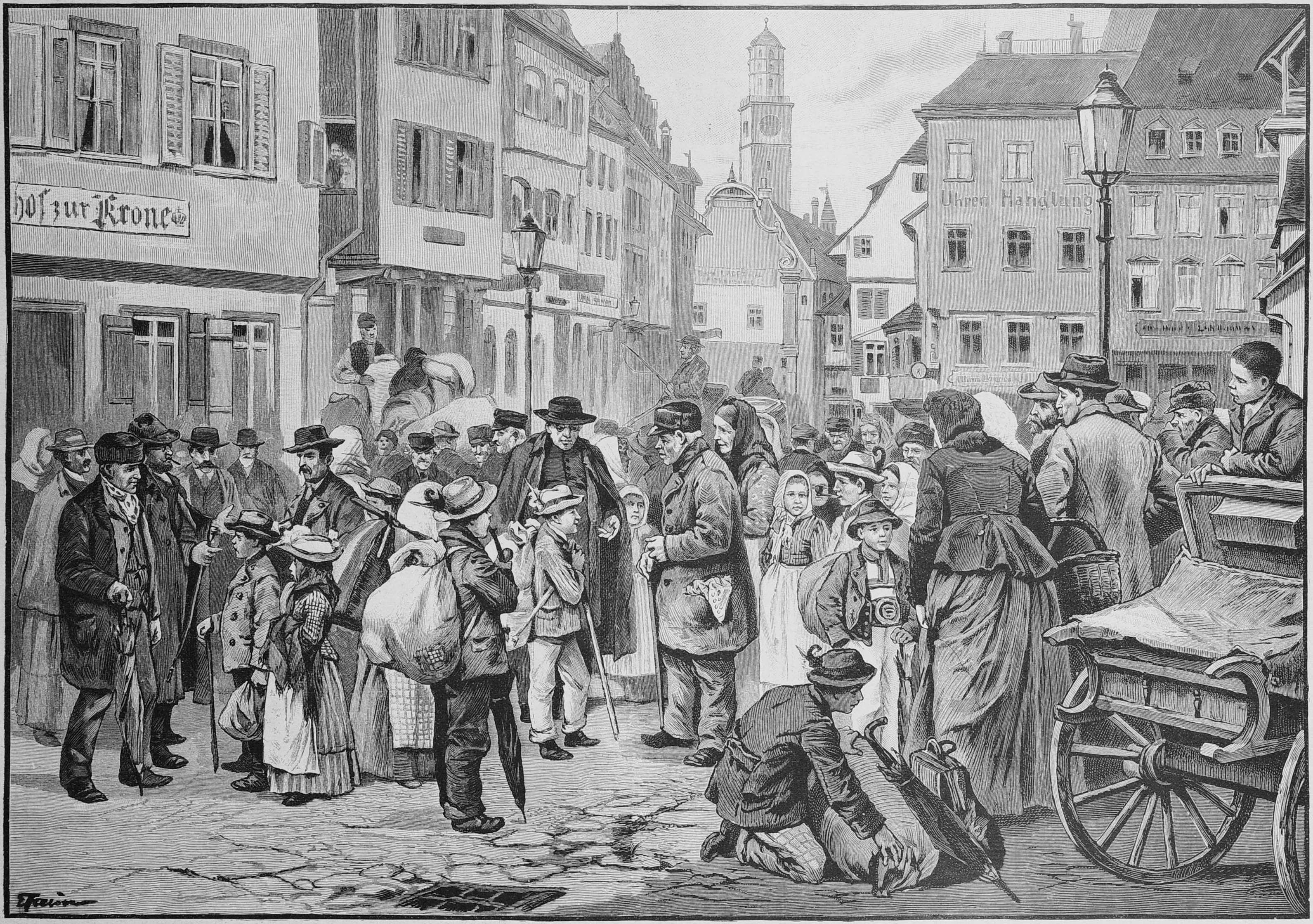
Schwabenkindermarkt te Ravensburg (1895)

Vóór 1546 werd de Reformatie ingevoerd, maar sinds 1648 is de stad biconfessioneel.

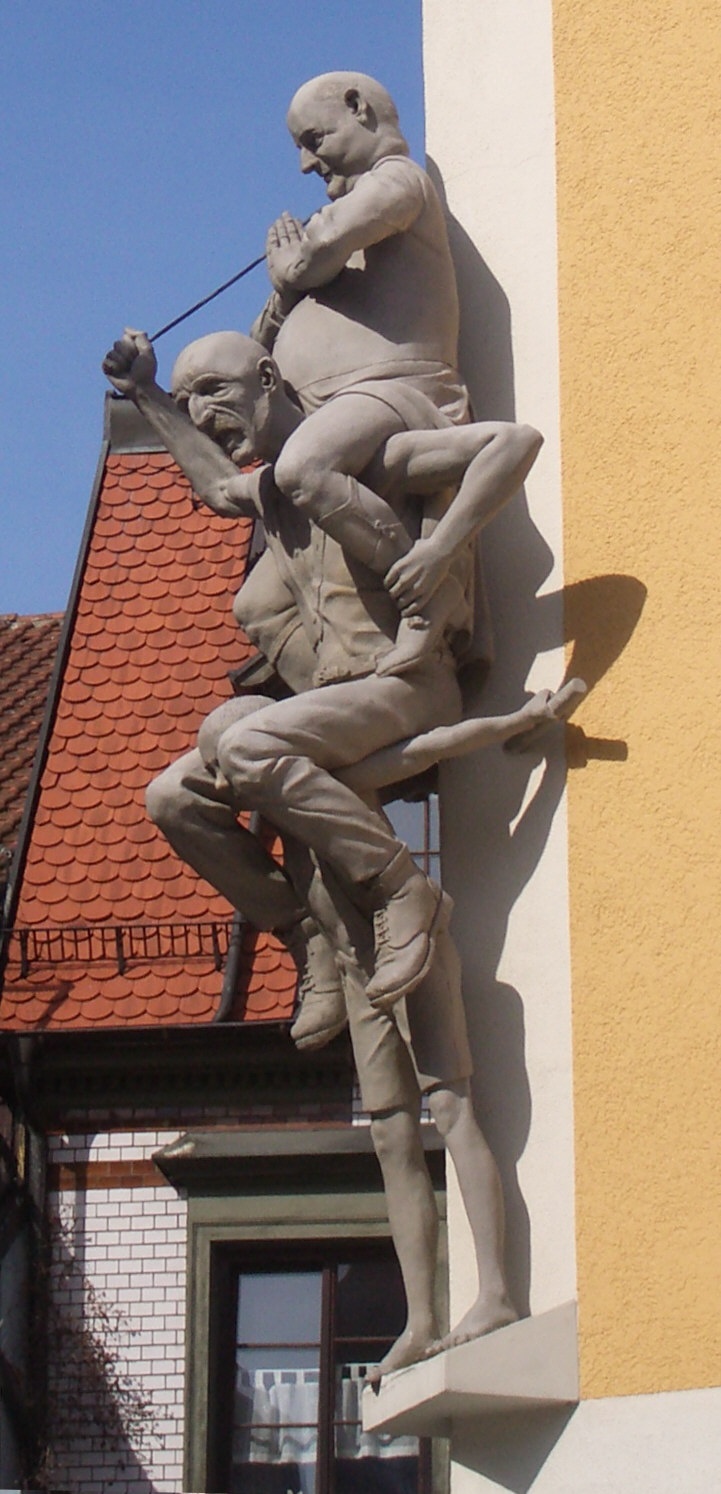
Gedenksculptuur Ravensburger Kindermarkt te Ravensburg door Peter Lenk

Zeker al sinds het begin van de 19e eeuw waren er in Kempten, maar vooral te Friedrichshafen en te Ravensburg jaarlijks in maart markten, waar kinderen verhandeld werden. Deze „Schwabenkinder“, afkomstig uit Vorarlberg, Tirol, Liechtenstein en Zwitserland werden voor een half jaar aan boeren uit Zwaben en omliggende streken verhuurd. Het betrof hier kinderen uit zeer arme boerenfamilies in de Alpen. Hun boerderijtjes brachten niet voldoende op om het levensonderhoud van deze kinderen te kunnen bekostigen. Na, vooral vóór de komst van de spoorwegen plm. 1884, een uitputtende reis kwamen de 5- tot 14-jarige kinderen op deze markten aan, en werden dan voor een half jaar (tot eind oktober of tot Sint Maarten, 11 november) verhuurd aan Zuid-Duitse boeren, die werkkrachten te kort kwamen. Deze veel bekritiseerde praktijken, die volgens een Amerikaans krantenartikel over Friedrichshafen uit 1908 neerkwamen op slavenhandel, eindigden pas definitief in 1921. In dat jaar werd in Württemberg de leerplicht ook voor buitenlandse kinderen ingevoerd; boerenlobby's hadden de vrijstelling van de verplichte schoolgang tot dat jaar weten te handhaven.

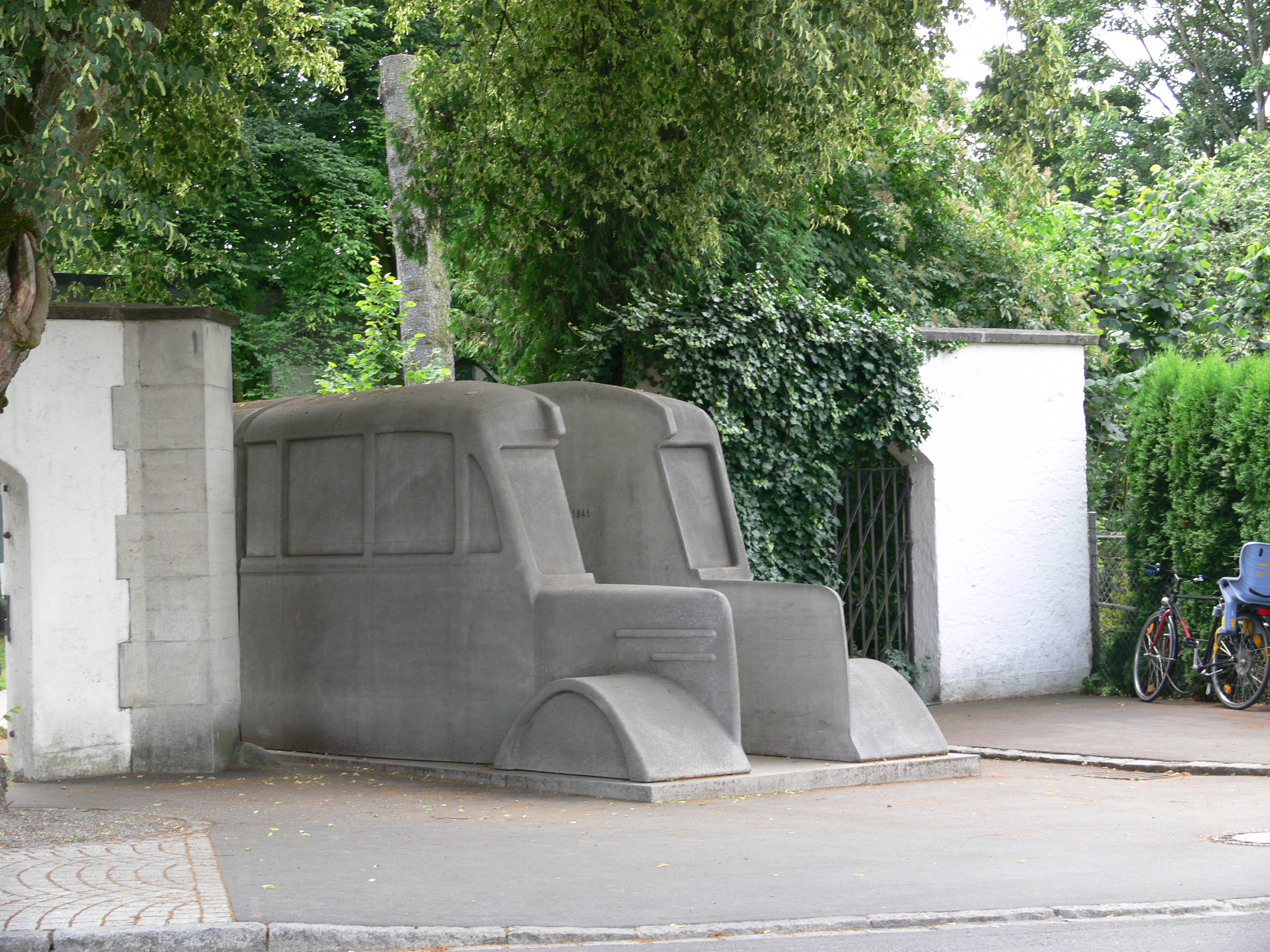
Monument der grijze bussen, voor de slachtoffers van de Aktion T4, kloosterpoort Weißenau

In de naziperiode, in 1940 werden 691 patiënten van de psychiatrische kliniek te Weißenau in het kader van de Aktion T4, zogenaamde euthanasie, weggevoerd en vermoord. Datzelfde lot trof enige tientallen Roma en vooral Sinti, die in de stad in een Zigeunerzwangslager werden opgesloten. Velen werden van daar weggevoerd naar de vernietigingskampen. In 1996 werd ter gedachtenis aan hen een monument in de stad geplaatst. Omdat Ravensburg een groot lazaret van het Rode Kruis had, en maar weinig strategisch belangrijke objecten, bleef de stad gedurende de Tweede Wereldoorlog zo goed als geheel gespaard voor geallieerde bombardementen.
Na de oorlog moest Ravensburg, zoals de meeste steden, een groot aantal Heimatvertriebene, uit o.a. Silezië en het Sudetenland gedeporteerde Duitsers een nieuw tehuis bieden.
De stad ging zich mede richten op toeristisch bezoek aan de goed bewaard gebleven historische binnenstad. Van 2009-2013 werden de musea van de stad geconcentreerd in één wijk, die men met enige trots Museumsviertel is gaan noemen, en opnieuw ingericht.

## Stadsindeling
Ravenburg bestaat uit de Kernstadt en 3 Ortschaften (in 1971 bij een gemeentelijke herindeling aan de stad toegevoegde, voordien zelfstandige, gemeentes), die weer zijn onderverdeeld in een groot aantal dorpen, gehuchten en Wohnplätze:
- In de Kernstadt: Albertshofen, Allewinden, Bibenloch, Brielhäusle, Büchel, Burach, Deisenfang, Ergathof, Felz, Friedberg, Galgenhalde, Heimbrand, Semper, Hinzistobel, Hochberg, Hochweiher, Höll, Hub, Ittenbeuren, Karmeliterhof, Knollengraben, Krebsergut, Krebserösch, Langgut, Locherhof, Lumper, Mittelösch, Molldiete, Neubau, Pelzmühle, Sankt Christina, Schmalzgrub, Strauben, Ummenwinkel, Veitsburg, Vogelhäusle
- In Eschach: Aich, Bauren, Benzenhof, Blaser, Bottenreute, Brugger, Fidazhofen, Fildenmoos, Furt, Gornhofen, Gutenfurt, Höllholz, Hüttenberg, Karrer, Kemmerlang, Kögel, Lachen, Mariatal, Neuberg, Obereschach, Oberhofen, Obersulgen, Obertennenmoos, Rahlen, Rasthalde, Schwärzach, Sickenried, Strietach, Tennenmoos, Teuringer, Torkenweiler, Untereschach, Vordersolbach, Waidenhofen, Weiherstobel, Weingartshof, Weißenau (met de Abdij van Weißenau)
- In Schmalegg: Aich, Aulwangen, Bäche, Bernhofen, Briel, Brielhäusle, Bronnetsholz, Burgmühle, Buttenmühle, Eschau, Funkenhausen, Ganter, Geratsberg, Greckenhof, Gringen, Hagenbach, Hasenwinkel, Hinterweißenried, Hochstätt, Hübscher, Jägerhaus, Krähenhof, Kübler, Luß, Mocken, Mühlsteig, Nessenbach, Nestbühl, Neuaulwangen, Neuhagenbach, Oberhagenbach, Obermeckenhof, Okatreute, Schlegel, Schmucker, Schwarzensteg, Trutzenweiler, Untermeckenhof, Unterwaldhausen, Unterwolfsberg, Vorderweißenried, Wippenreute, Wolfsberg, Zinsländer
- In Taldorf: Adelsreute[5], Albersfeld, Alberskirch, Bandeleshaus, Bavendorf, Bergle, Bonhausen, Dürnast, Eggartskirch, Erbenweiler, Ettmannsschmid, Georgshof, Herrgottsfeld, Höll, Hotterloch, Hütten, Metzisweiler, Oberklöcken, Oberweiler, Oberzell, Rappenhaushof, Renauer, Reute bei Oberzell, Reute bei Taldorf, Riesenhof, Schaufel, Schuhmacher, Sederlitz, Segner, Unterklöcken, Vogler, Waidhalden, Weiherhofbauer, Wernsreute.

## Geografie
Ravensburg heeft een oppervlakte van 92,04 km² en ligt in het zuiden van Duitsland.

### Naburige gemeenten
In de richting van de wijzers van de klok, beginnend in het westen:
- Horgenzell
- Berg
- Weingarten; deze stad is bijna tegen het noordoostelijke deel van Ravensburg aan gebouwd
- Schlier
- Grünkraut
- Bodnegg; (alle in de Landkreis Ravensburg)
- Tettnang
- Meckenbeuren
- Friedrichshafen
- Oberteuringen; (alle in de Bodenseekreis).

## Bezienswaardigheden, evenementen

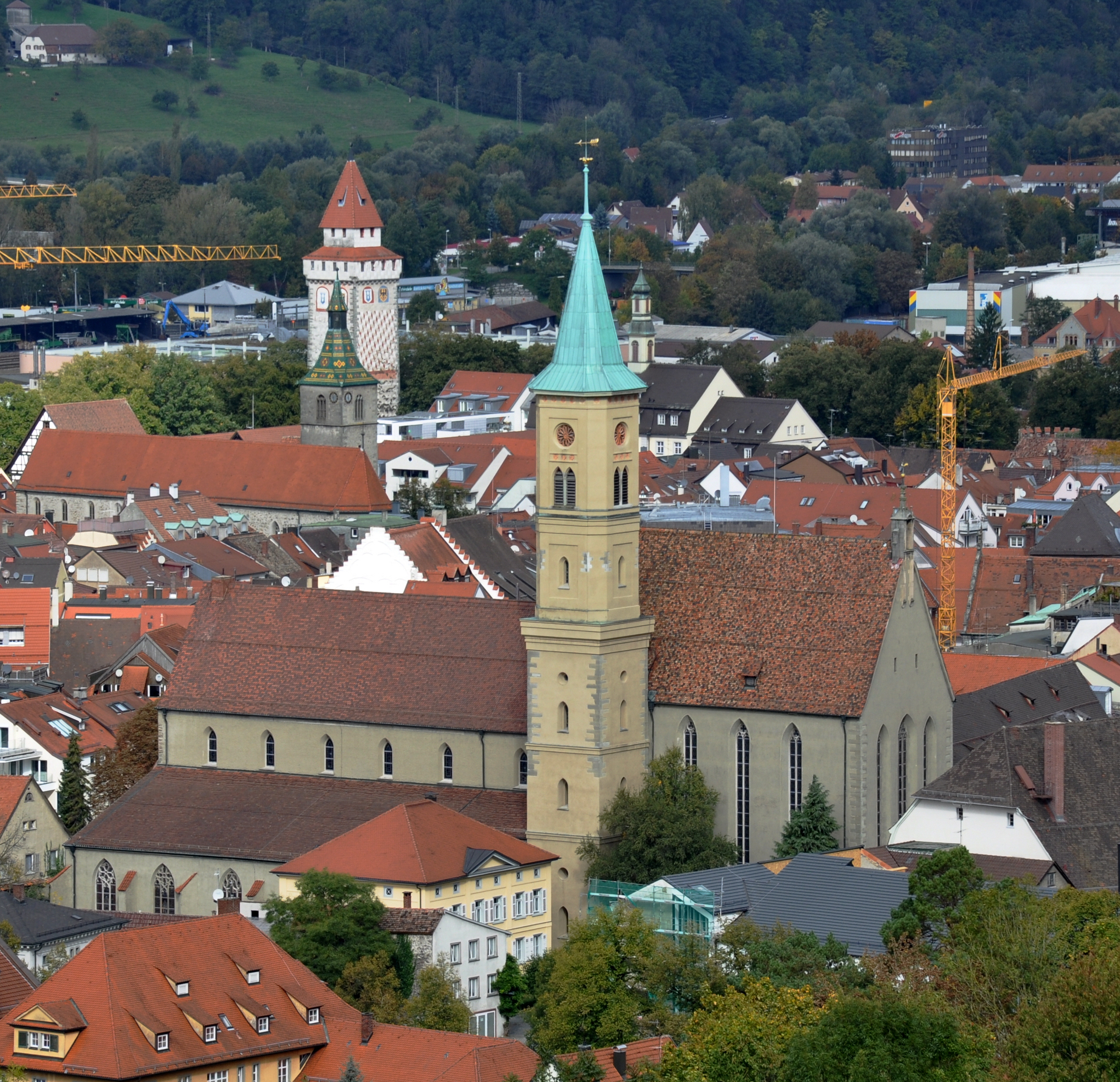
Evang.-lutherse stadskerk

- Het oude stadscentrum is ommuurd en telt tal van monumenten, waaronder:
  - drie gotische kerken uit de 13de en 14de eeuw:
    - de evangelisch-lutherse stadskerk (14e eeuw), voorheen de kloosterkerk van een karmelietenklooster; van 1544-1810 simultaankerk; in de 19e eeuw in neogotische stijl gerenoveerd; het aangrenzende klooster bleef gedeeltelijk behouden en is als gerechtsgebouw in gebruik.
    - de rooms-katholieke Onze-Lieve-Vrouwekerk (1274-1470), met grotendeels van na 1950 daterend interieur; de Schutzmantelmadonna is een kopie, het origineel bevindt zich in het Bode-Museum te Berlijn.
    - de rooms-katholieke St. Jodocuskerk (Sankt Jodok), gebouwd in 1385; door brandstichting in 2018 zwaar beschadigd, maar een jaar later gerestaureerd

  - stadhuis in laat-gotische stijl, daterend uit de 16de eeuw
  - vele overblijfselen van de stadsommuring uit de 13e-16e eeuw, waaronder verscheidene torens
- de ten zuiden van de stad gelegen Abdij van Weißenau, met vooral vanwege het kerkorgel bezienswaardige, barokke kloosterkerk
- Het uit 1897 daterende Ravensburger Konzerthaus (Concerthuis) is de stedelijke concerthal (overwegend voor klassieke muziek) en schouwburg. Ook vinden er uitvoeringen van opera's en operettes, en kleine congressen plaats. In de kelder wordt een historische collectie coulissen bewaard.
- Het in 2009 geopende Museum Humpis-Quartier is een in 7 historische panden[6] in de stad gevestigd historisch museum voor de stad Ravensberg en omgeving. De huizen zijn door een met glas overdekte binnenplaats met elkaar verbonden. Voor de geschiedenis van het bedrijfsleven in de stad is daar dichtbij een apart museum, het in 2012 geopende Wirtschaftsmuseum, in het leven geroepen.
- Het in 2013 geopende Kunstmuseum is aan uiteenlopende vormen van met name beeldende kunst uit de periode vanaf plm. 1900 gewijd. Het staat iets ten westen van de andere hiervóór genoemde musea, aan de zuidoostelijke rand van de binnenstad, niet ver ten noorden van de toren Mehlsack. Direct ten oosten van het Kunstmuseum staat het in 2012 geopende Museum Ravensburger, gewijd aan de geschiedenis van het uitgevers- en spellenconcern.
- Jaarlijks vindt aan het begin van de zomervakantie van de scholen het zogenaamde Rutenfest (Roedenfeest) plaats. Het is een in de 17e eeuw ontstaan scholierenfeest, met folkloristische activiteiten als optochten met trommelaars, wedstrijden in schieten met de kruisboog, enz. Het feest duurt vijf dagen, vanaf de vrijdag vóór de schoolvakantie tot en met de dinsdag daarop. Het Rutenfest is het belangrijkste volksfeest van de stad, zelfs nog belangrijker dan het carnaval.

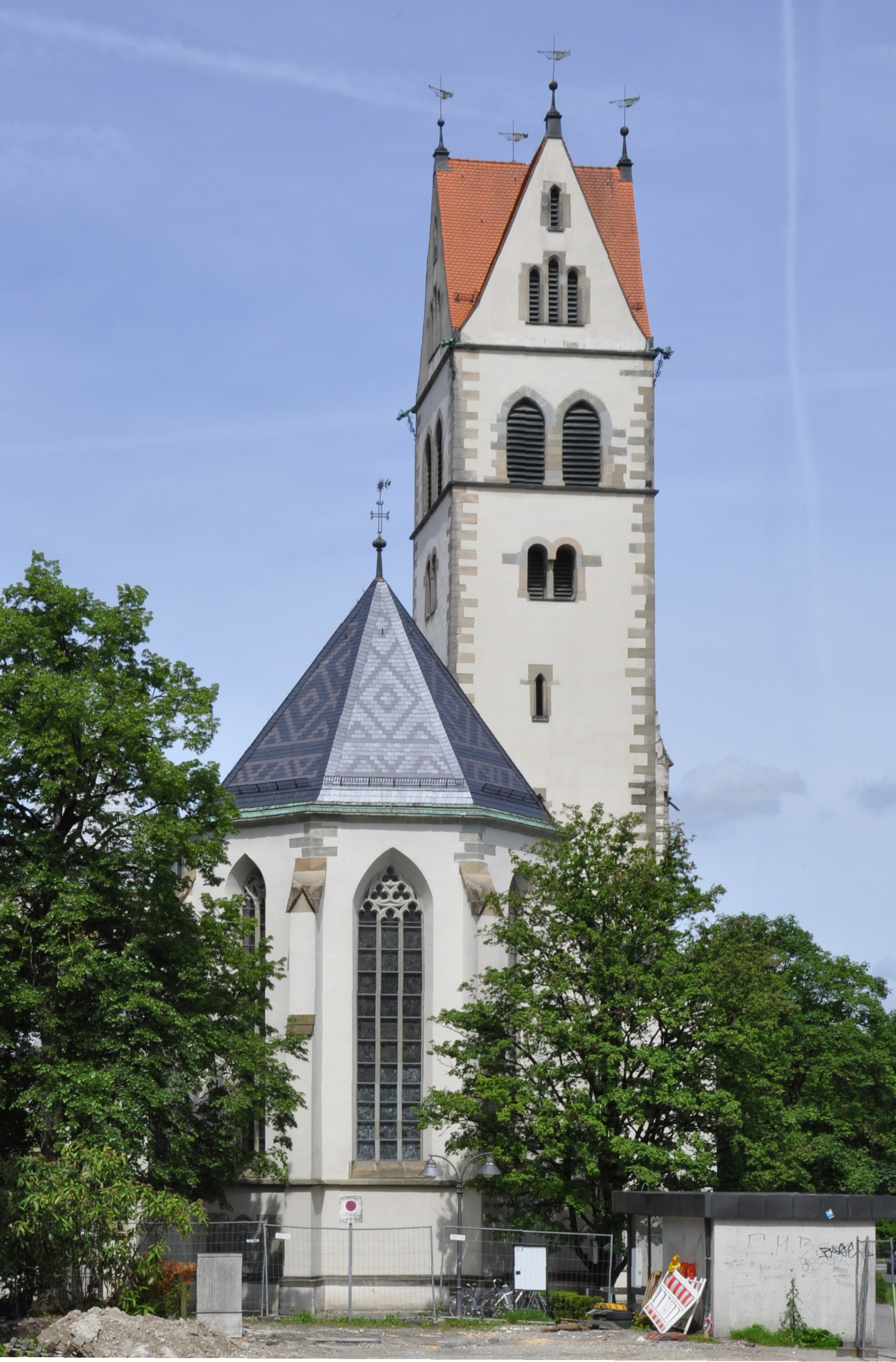
O.L. Vrouwekerk
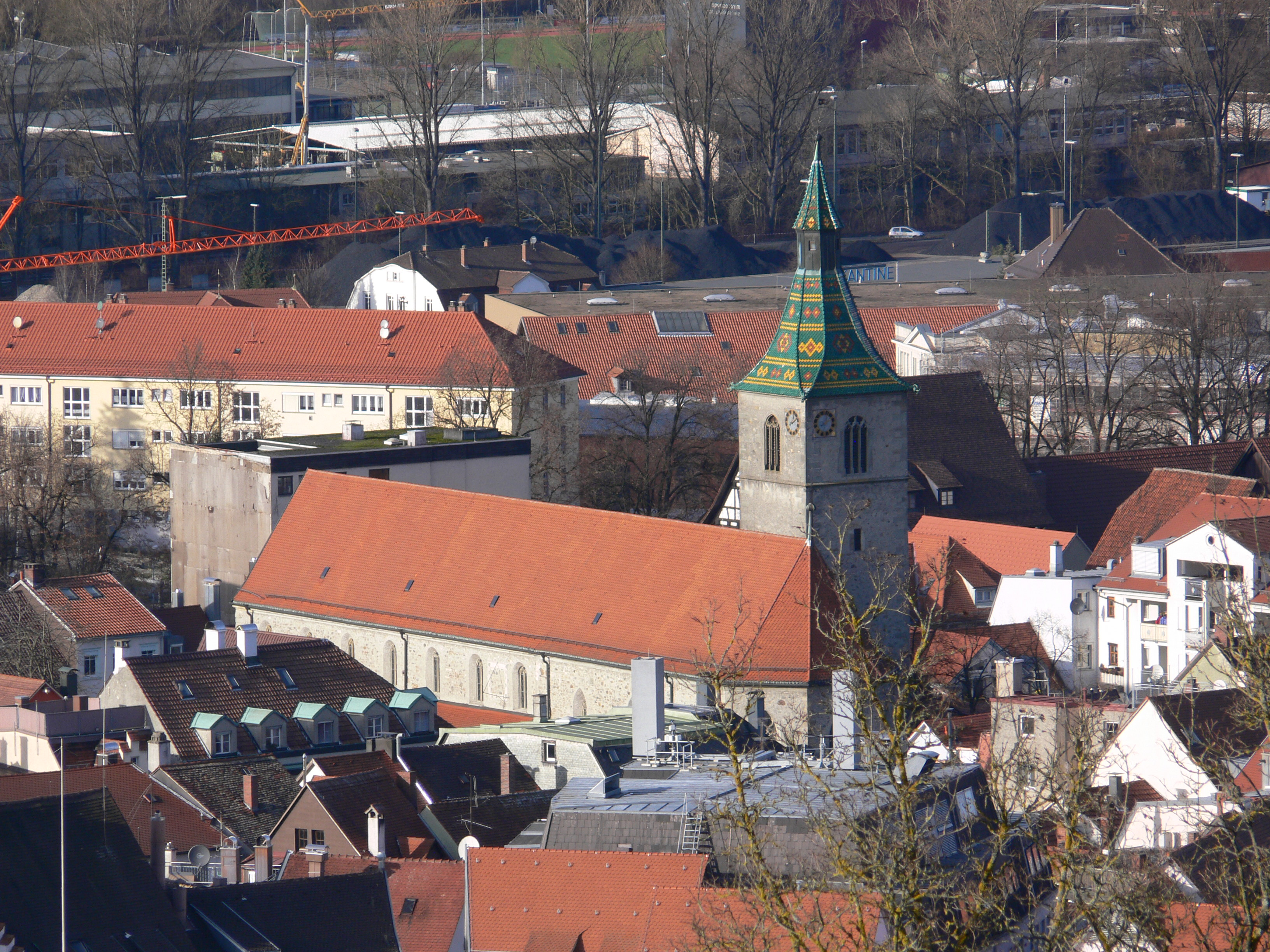
St.Jodocuskerk
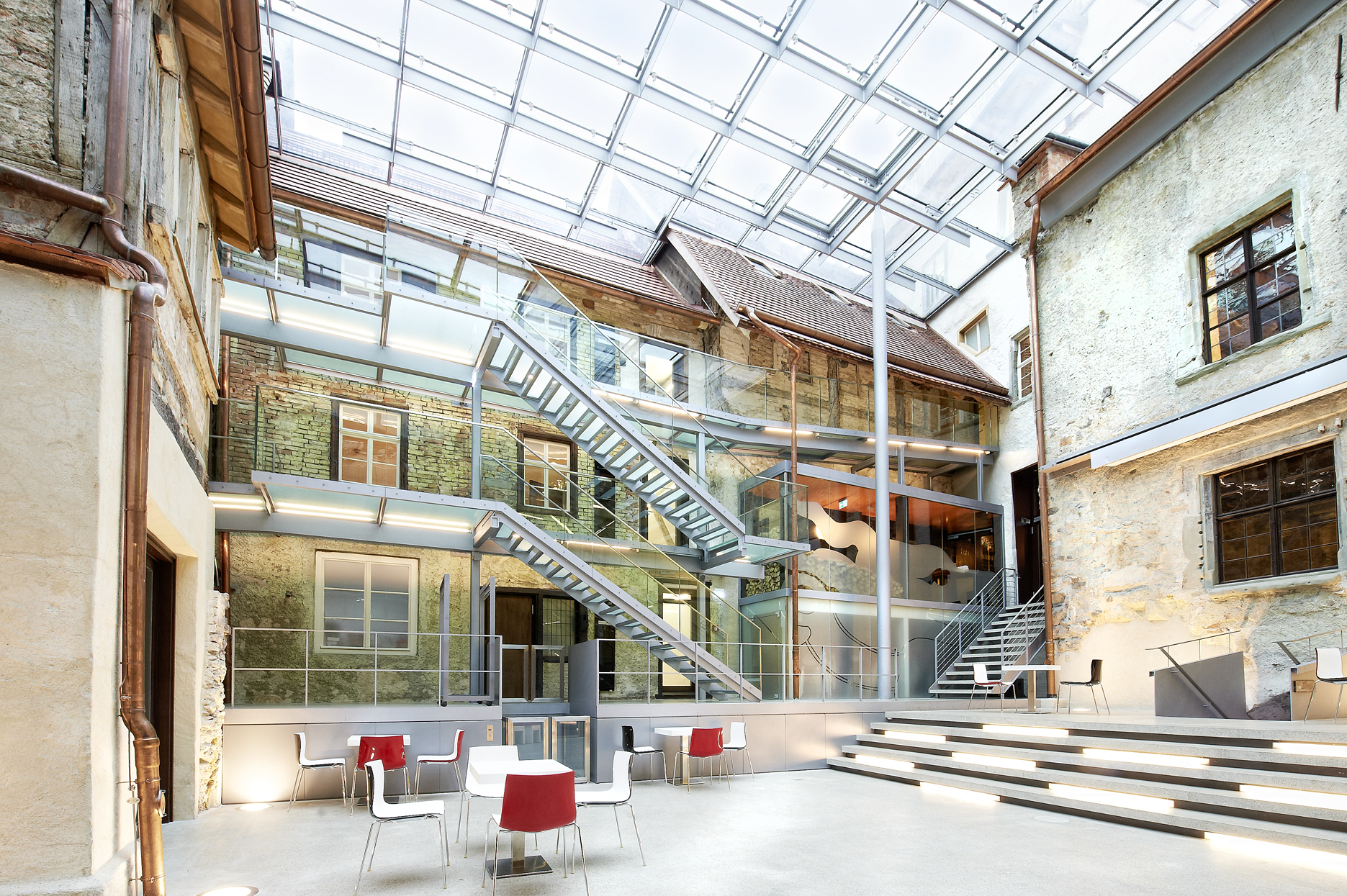
Museum Humpis-Quartier
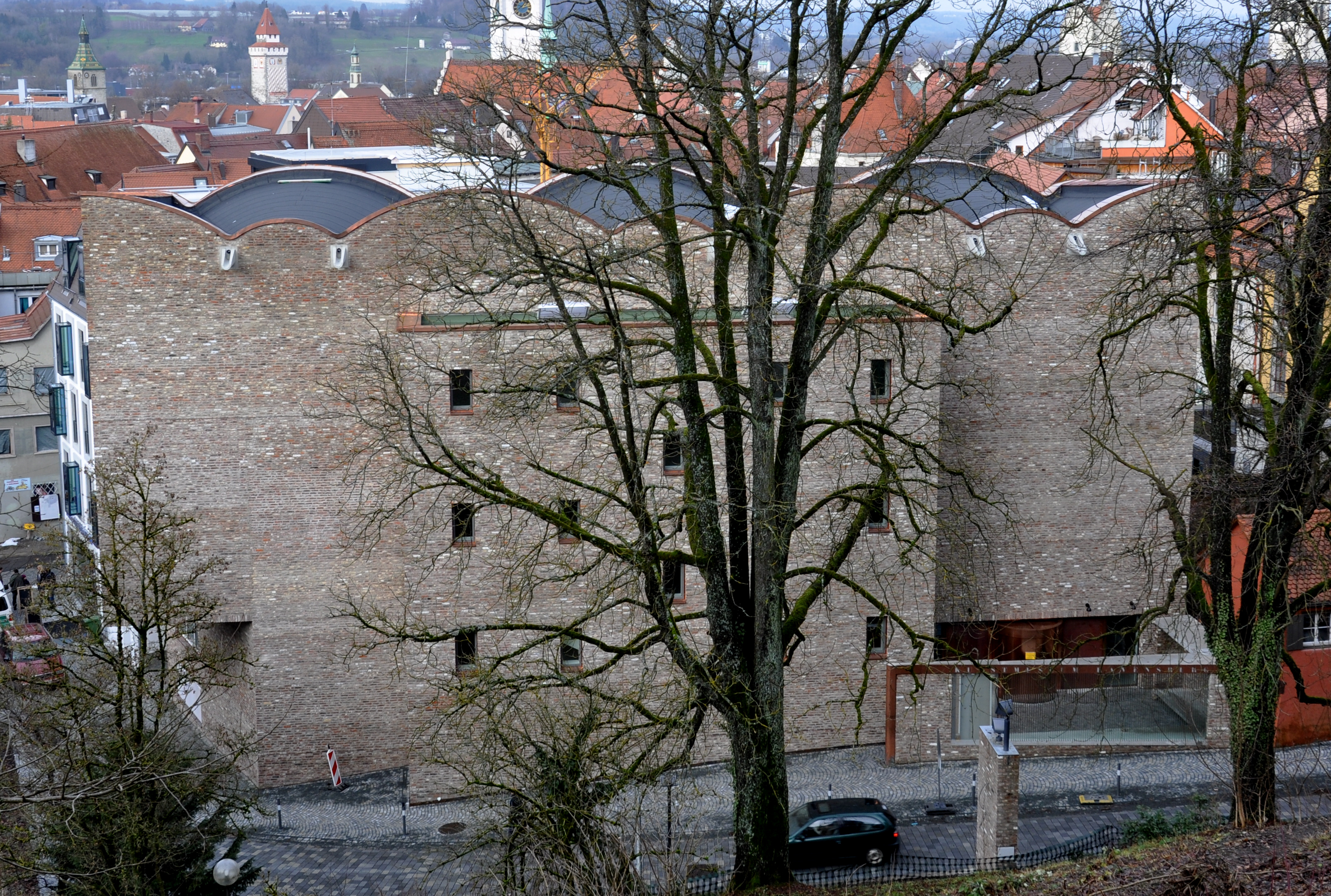
Kunstmuseum, kort voor de voltooiing van de bouw

## Economie
Spellenfabrikant Ravensburger heeft zijn naam ontleend aan Ravensburg, en is de belangrijkste onderneming in de stad. Ravensburg heeft een (vroeg-)industriële traditie, die teruggaat tot 1393, toen een van de zeer vele watermolens in de streek een van de eerste papiermakerswerkplaatsen van geheel Duitsland ging huisvesten. In de 19e eeuw ontwikkelde zich veel machinebouw (waaronder filialen van de concerns Voith uit Heidenheim en Andritz uit Graz) en kleinmetaalindustrie; nog altijd zijn in Ravensburg diverse kleine en middelgrote bedrijven in deze branche actief. Ook bedrijven in de voedingsmiddelenindustrie (zuivel, meel, koekjes) zijn goed vertegenwoordigd. Veel bedrijven zijn in een lange, smalle zone bedrijventerreinen langs de spoorlijn gevestigd.

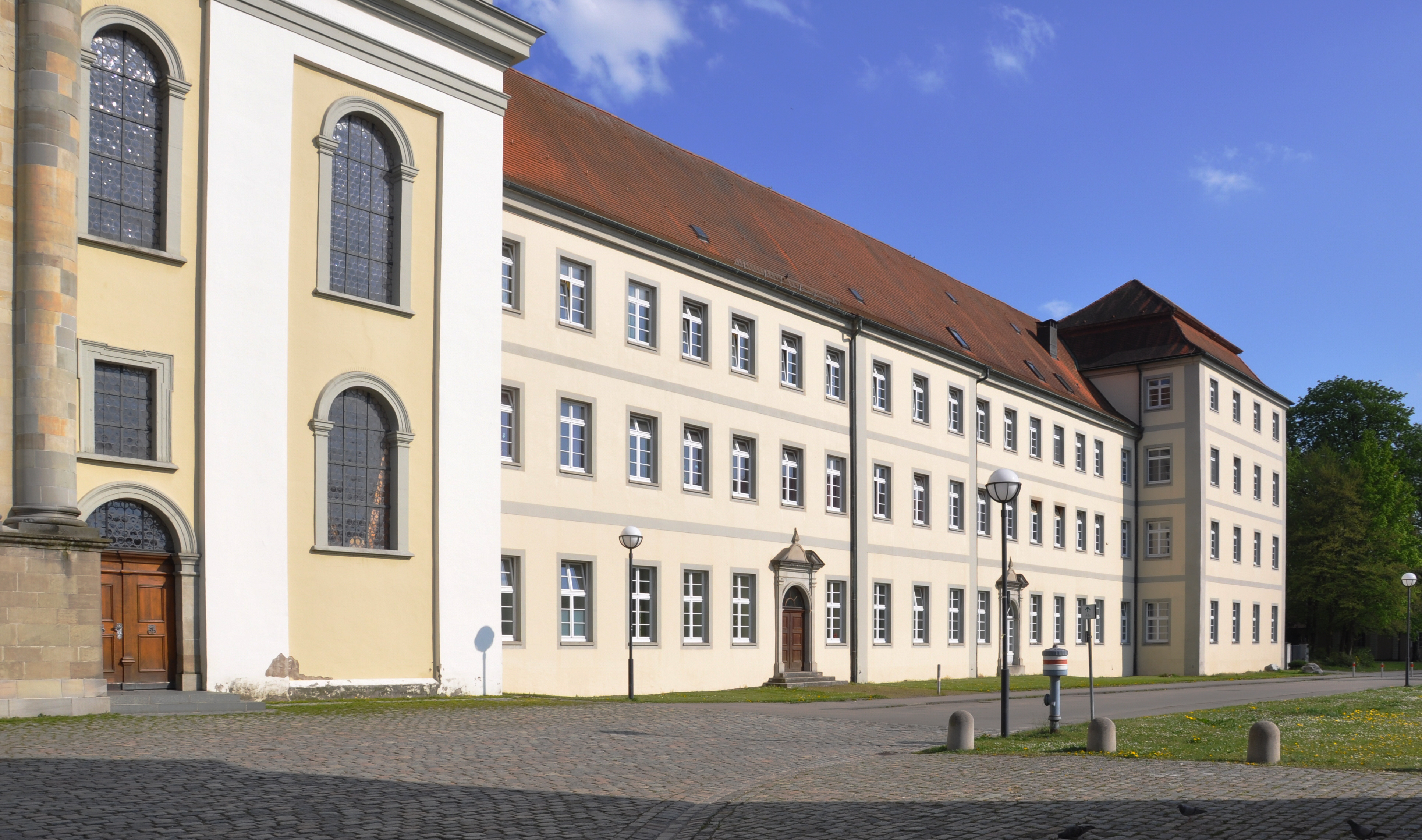
Voormalig klooster Weißenau (psychiatrisch ziekenhuis)

Vanwege het historisch stedenschoon van Ravensburg is ook het toerisme van belang. De stad beschikt aan de oostkant van het centrum over een eigen ziekenhuis, het 520 bedden en 500 personeelsleden tellende St.-Elisabethziekenhuis. In een voormalig klooster, de Abdij van Weißenau, ten zuiden van de stad, is een psychiatrisch ziekenhuis gehuisvest.

## Verkeer en vervoer

### Wegverkeer
Door en langs Ravensburg lopen de volgende belangrijke verkeerswegen:
- Bundesstraße 30, zuidwestwaarts naar Friedrichshafen en noordoostwaarts naar Bad Waldsee
- Bundesstraße 32, noordwestwaarts naar o.a. Bad Saulgau en zuidoostwaarts naar o.a. Wangen im Allgäu
- Bundesstraße 33, van Ravensburg westzuidwestwaarts richting Meersburg

Afrit 5 van de Autobahn A96 Wangen-West is vanuit Ravensburg over de B32 te bereiken; de afstand is ongeveer 20 kilometer.

### Trein en bus

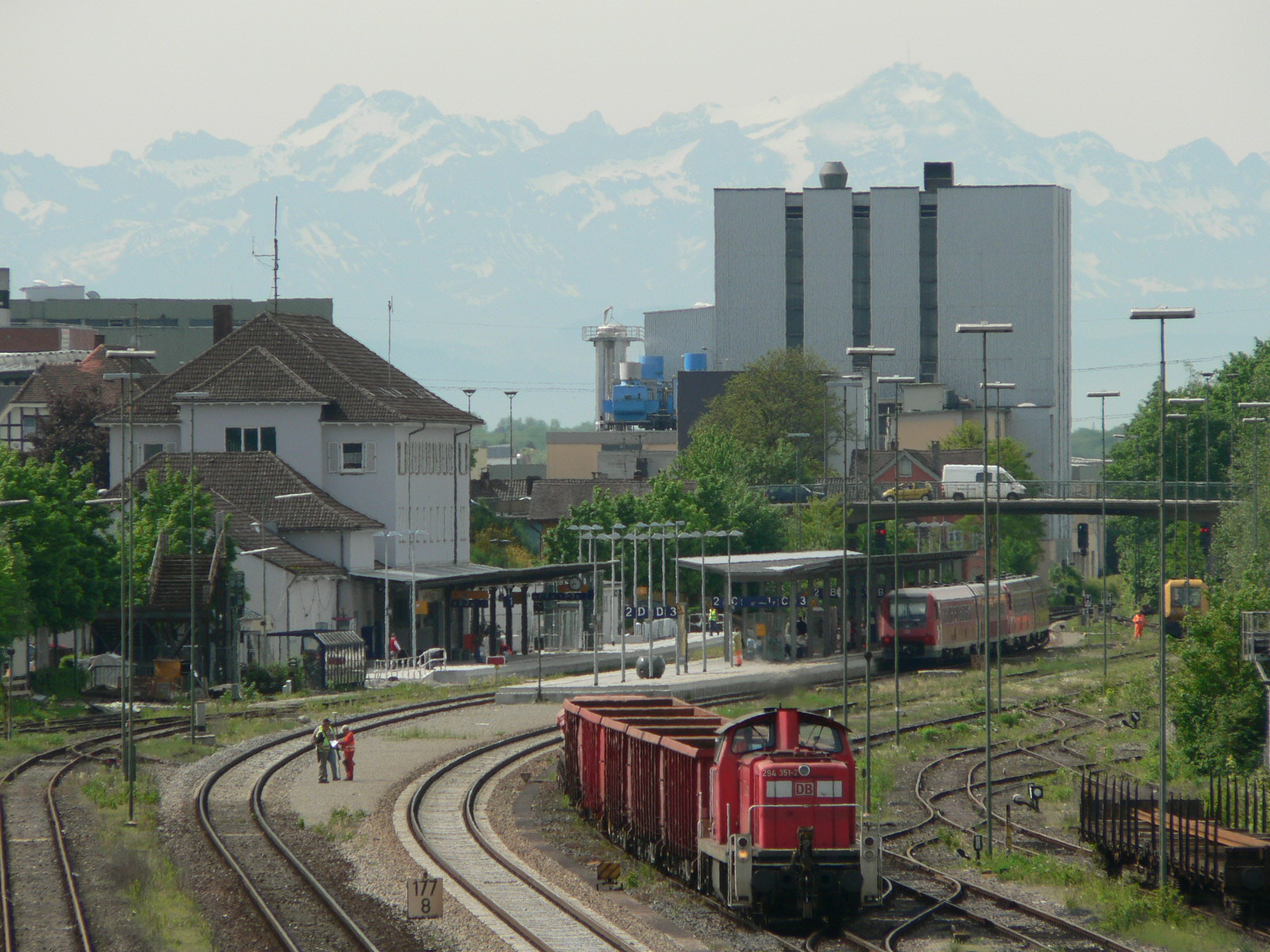
Station

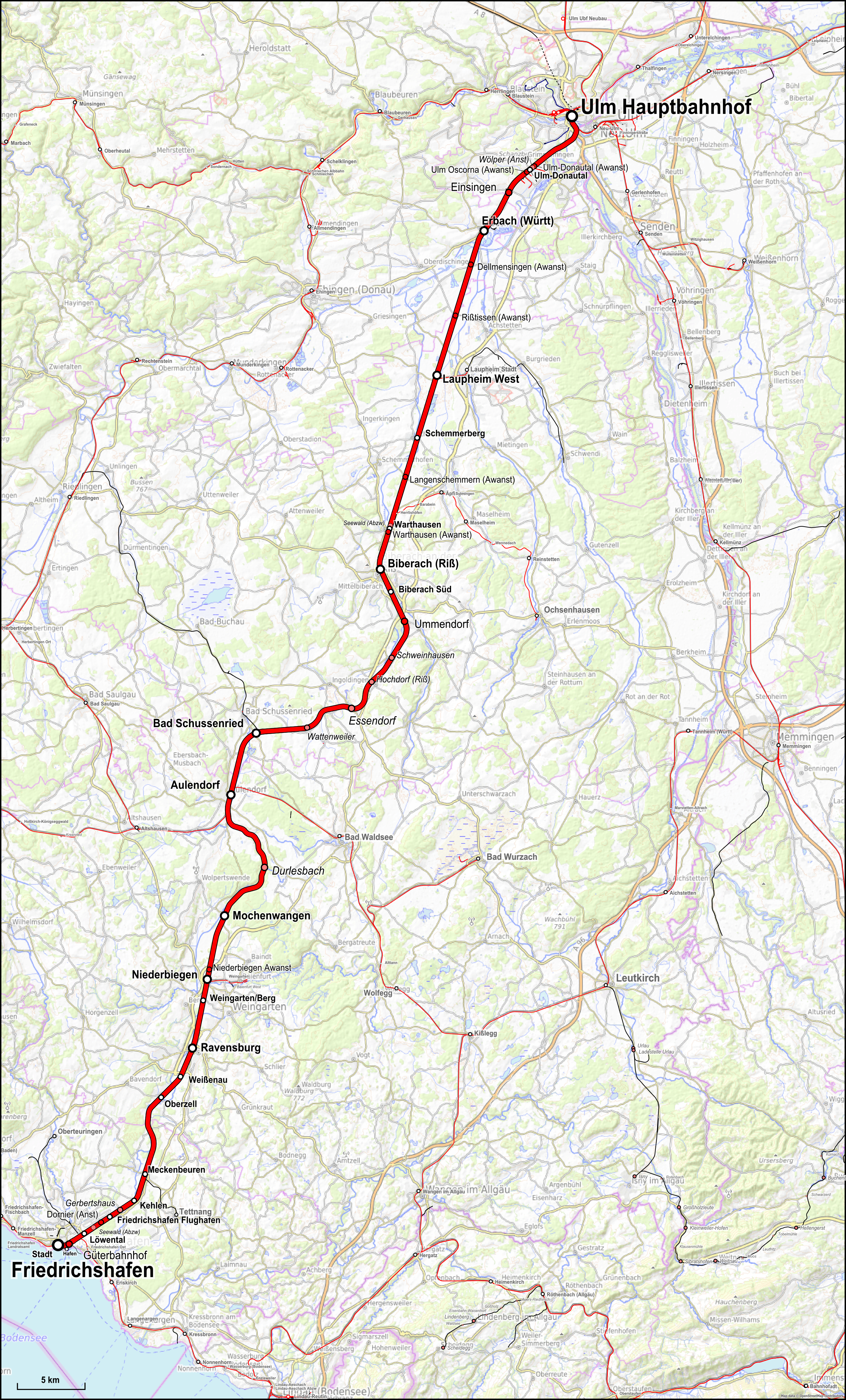
Trajectkaart spoorlijn Ulm - Friedrichshafen

Ravensburg heeft sinds 1847 een spoorwegstation aan de lijn Ulm Hauptbahnhof - Friedrichshafen Stadt v.v.
Van 1888 tot 1959 had Ravensburg samen met het naburige Weingarten een tramlijn. Deze is daarna door een klein stadsbusnet voor deze twee plaatsen samen vervangen. Een klein stuk voormalige trambaan wordt door deze bussen als busbaan gebruikt.

## Partnergemeentes
Ravensburg onderhoudt jumelages met:
- sedert 1964: Montélimar (Frankrijk)
- sedert 1983: Rivoli (Italië)
- sedert 1989: Brest (Belarus); streekpartnerschap, gedeeld met Weingarten, Baienfurt, Baindt en Berg
- sedert 1990: Coswig, Saksen, voormalige DDR
- sedert 1993: Rhondda Cynon Taf, Wales (Verenigd Koninkrijk)
- sedert 2002: Varaždin (stad) (Kroatië)
- sedert 2017: Mollet del Vallès (Catalonië, Spanje)
- Sankt Magdalena am Lemberg (Stiermarken, Oostenrijk), uitgaande van Ortsteil Schmalegg
- Hittisau (Vorarlberg, Oostenrijk), uitgaande van Ortsteil Taldorf

## Bekende inwoners van Ravensburg

### Geboren
- Hendrik de Leeuw (verm. in of nabij Ravensburg, 1129/1130-1195), uit het Huis der Welfen, was als Hendrik III hertog van Saksen (1142-1180)
- Hans Buchner (1483-1538) componist, organist en muziektheoreticus van de renaissance; van internationaal belang voor de muziekgeschiedenis was zijn baanbrekende driedelige leerboek voor organisten Fundamentum sive ratio vera, quae docet quemvis cantum planum, sive (ut vocant) choralem redigere ad justas diversarum vocum symphonias.[7]
- Julius Spohn (1841-1919), ondernemer in de textiel- en (te Blaubeuren) cementindustrie[8], mecenas; schonk de stad Ravensburg in 1897 het, nog bestaande, Ravensburger Konzerthaus alsmede een gymnasium, dat naar hem is genoemd. Ereburger van Ravensburg.
- Konrad Miller (Oppeltshofen[9],1844-1933), katholiek theoloog, natuurwetenschapper en cartografiehistoricus
- Lotte Paret (1901-1981), schrijfster
- Klaus Schwab (1938), oprichter van het World Economic Forum
- Robert Schad (1953), met staal werkend beeldhouwer
- Inga Lindström, artiestennaam van Christiane Sadlo (1954), (scenario)schrijfster/journaliste; bekend door talrijke in Zweden spelende romantische verhalen in ongeveer hetzelfde genre als die van Rosamunde Pilcher, waarvan sinds 2003 televisiefilmbewerkingen op de Duitse tv-zender ZDF als ZDF-Herzkino worden uitgezonden.
- Gregor Amann (1962), politicus (zat van 2005 tot 2009 voor de SPD in de Bondsdag)
- Stefanie Dimmeler (1967) , biologe en biochemica, gespecialiseerd in onderzoek naar de moleculaire structuur der endotheelcellen van de bloedvaten; in 2005 onderscheiden met de Leibnizprijs
- Dotschy Reinhardt (1975 als Michaela Reinhardt) jazz-zangeres, schrijfster en mensenrechtenactiviste. Zij behoort tot de Sinti en zet zich, met behulp van haar muzikale talent, in tegen discriminatie en voor culturele integratie van de Sinti in Duitsland.
- Daniel Unger (1978), oud-triatleet
- Alexander Bergmann (1987), snowboarder
- Ömer Toprak (1989), Turks-Duits voetballer
- Emanuel Buchmann (1992), wielrenner
- Wilhelm (Willem) Herzog von Württemberg (1994), sedert 1922 familiehoofd van het Huis Württemberg, alsmede ondernemer
- LOTTE, artiestennaam van Charlotte Rezbach (1995), zangeres en songwriter
- Michelle Weiß (2001), voetbalster
- Alara Şehitler (2006), voetbalster

### Overigen
- Hendrik IX van Beieren (?, ca. 1075-1126), bijg. de Zwarte, hertog van Beieren
- Otto Robert Maier (1852–1925), en zijn kleinzoon Otto Julius Maier (1930), waren leidende persoonlijkheden bij het in 1883 als uitgeverij begonnen bedrijf Ravensburger AG, dat wereldwijd om zijn bordspellen, puzzels e.d. bekend is. Beiden woonden lange tijd in Ravensburg.

## Afbeeldingen

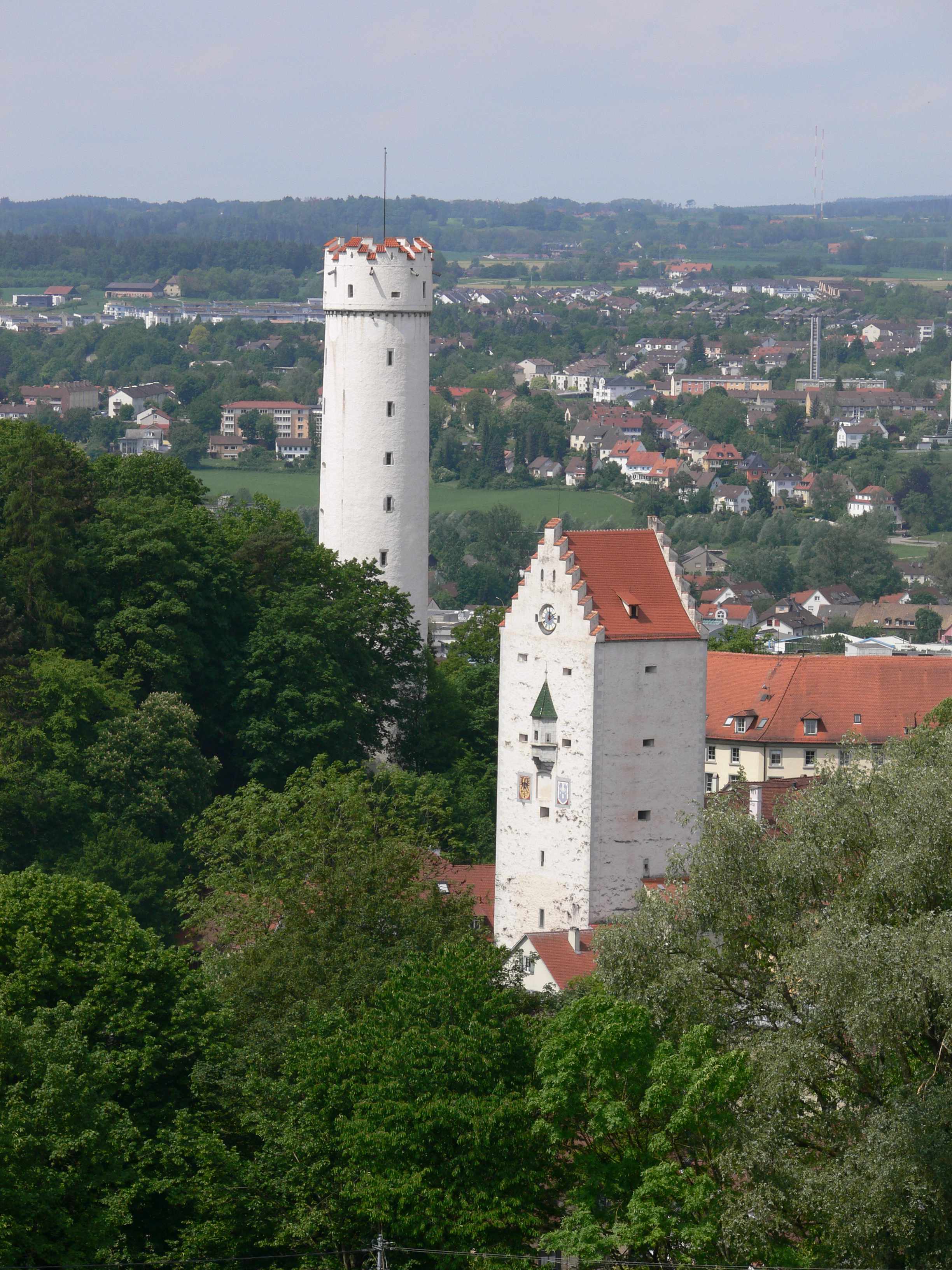
St.-Michaëlstoren[10], Bovenpoort
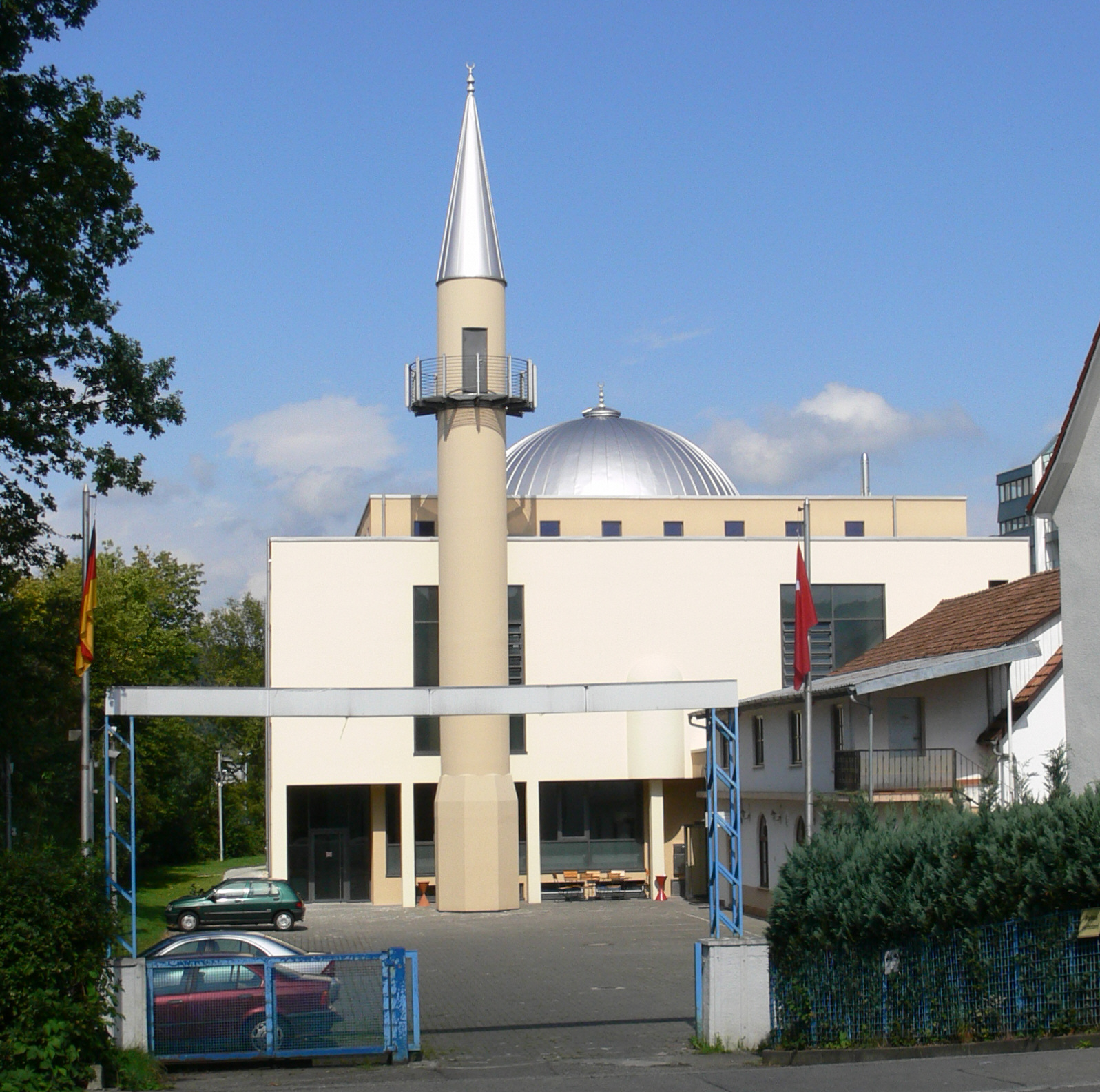
Mevlana-moskee (2008)
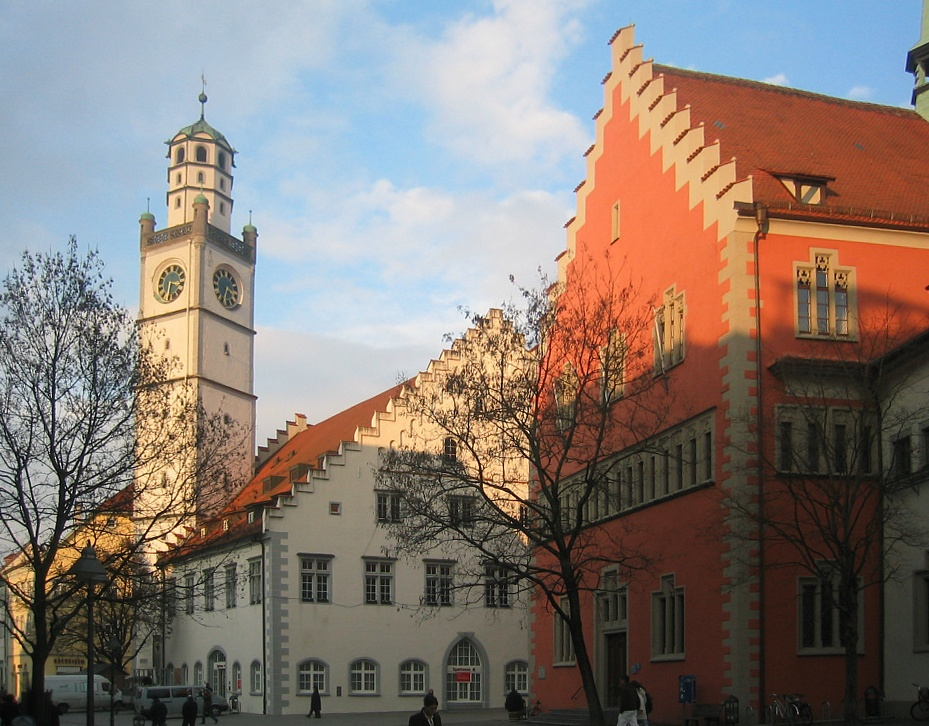
Marienplatz Ravensburg
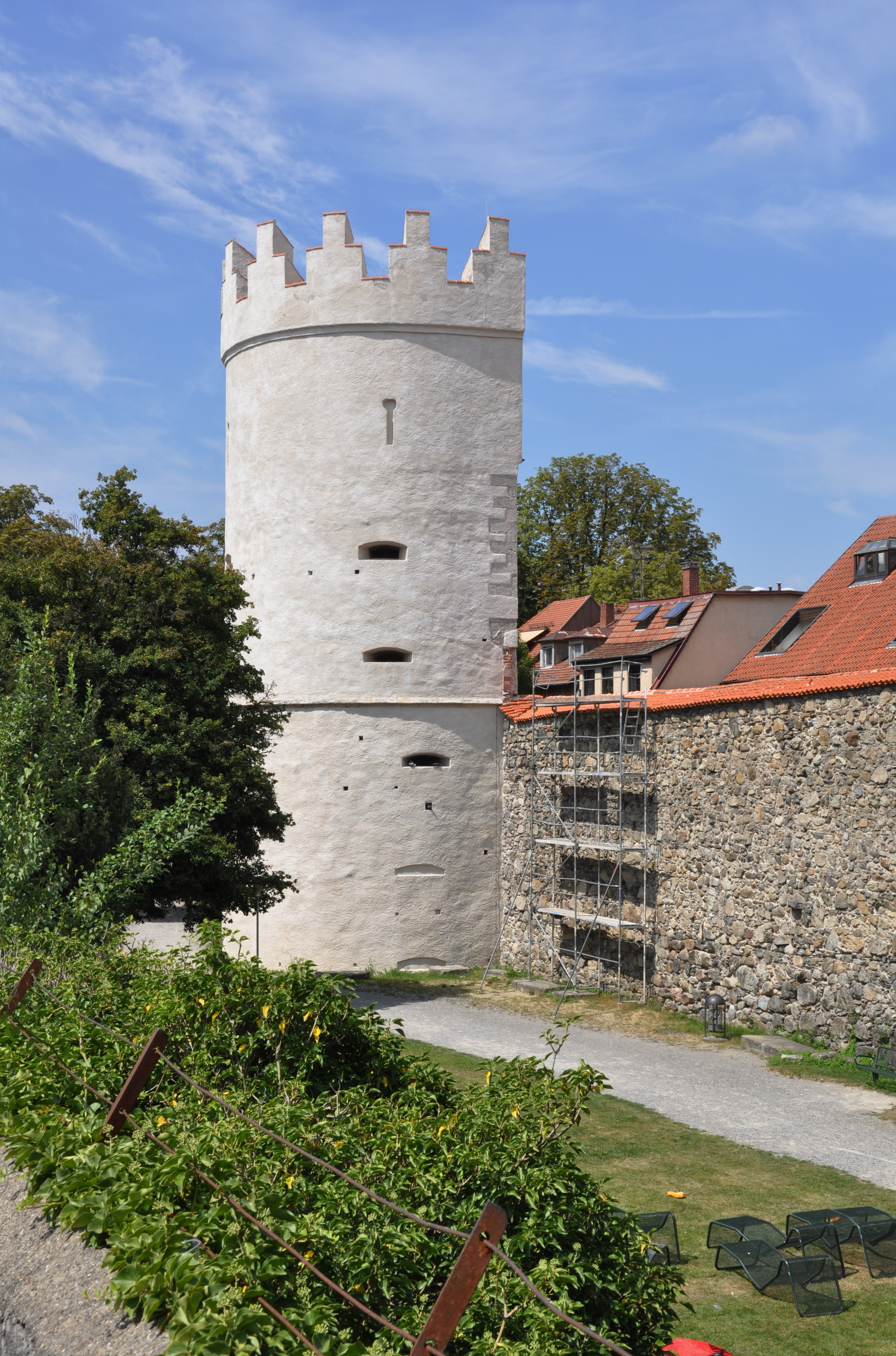
Toren en gedeelte stadsmuur, Hirschgraben
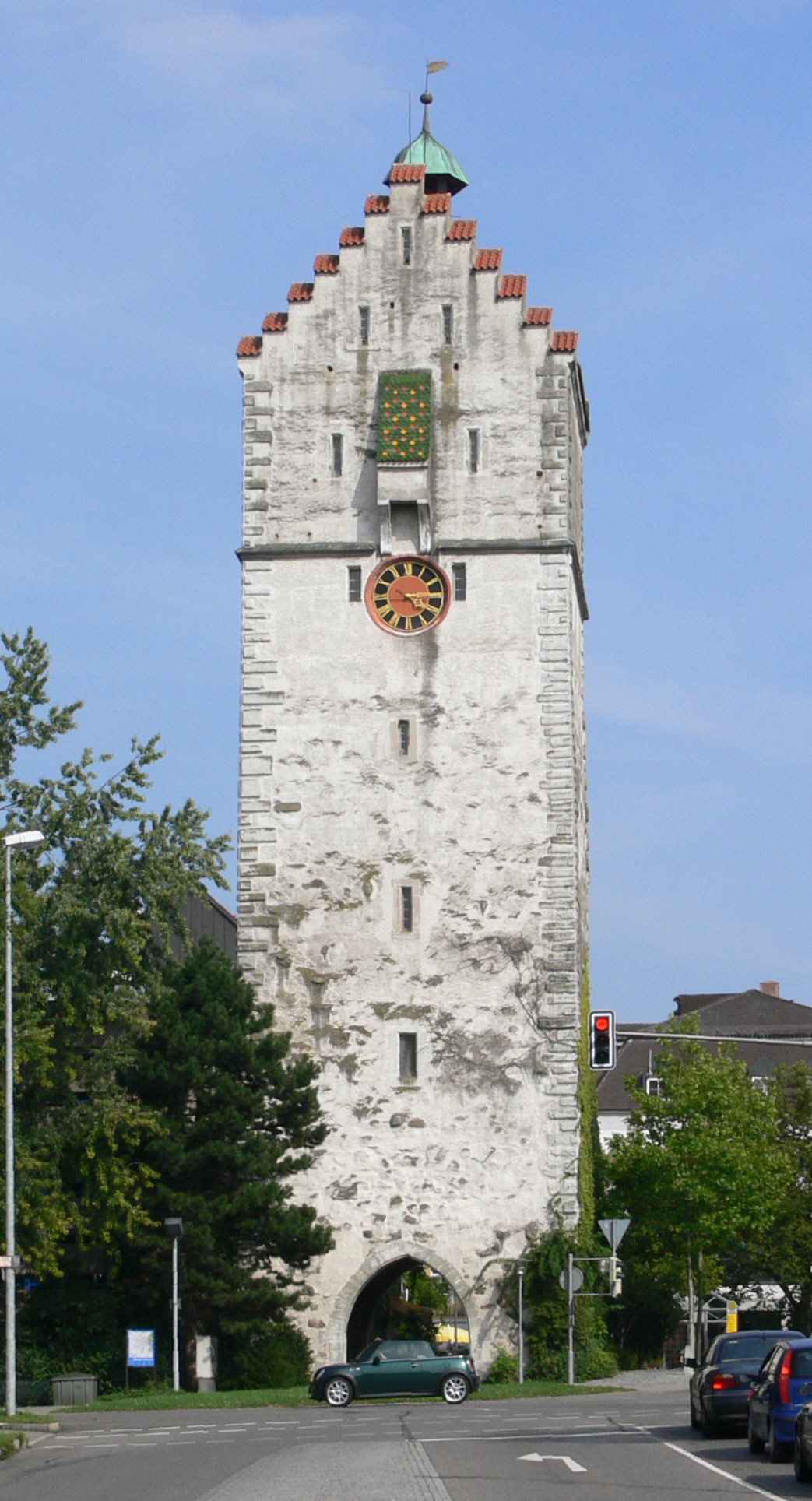
Stadspoort Untertor (Benedenpoort)
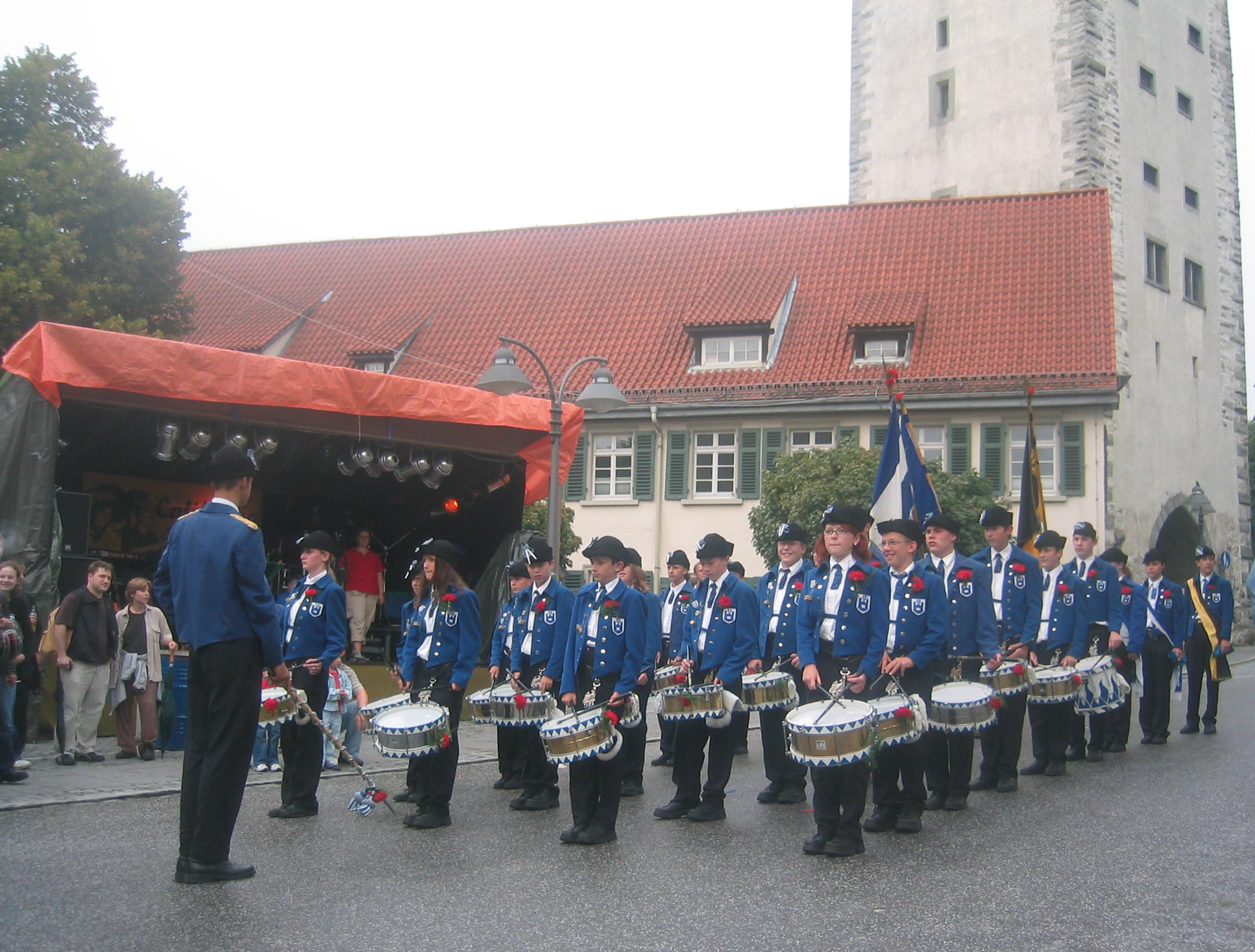
Trommelaarsgroep van scholieren tijdens het Rutenfest, 2004
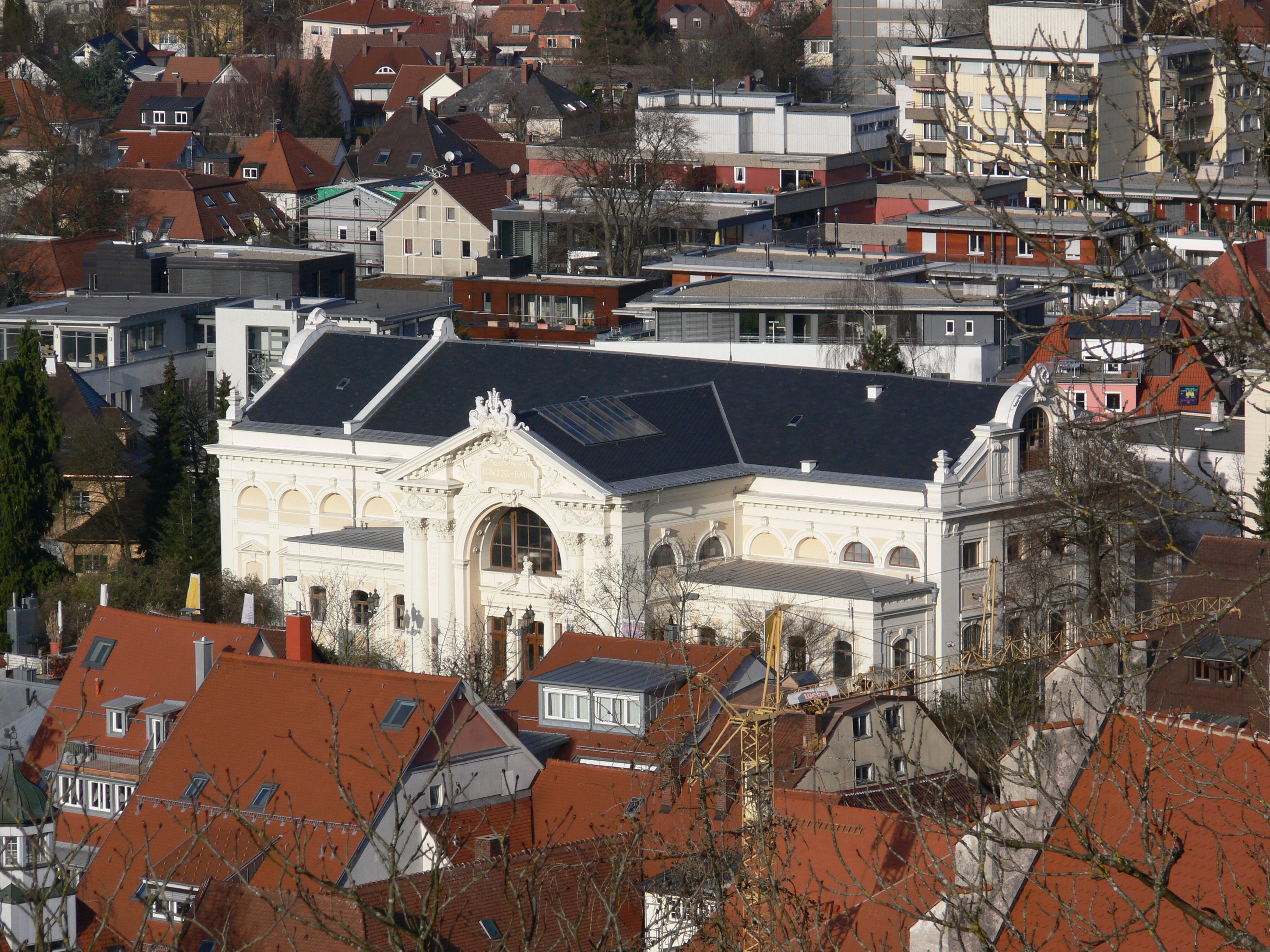
Ravensburger Concerthuis
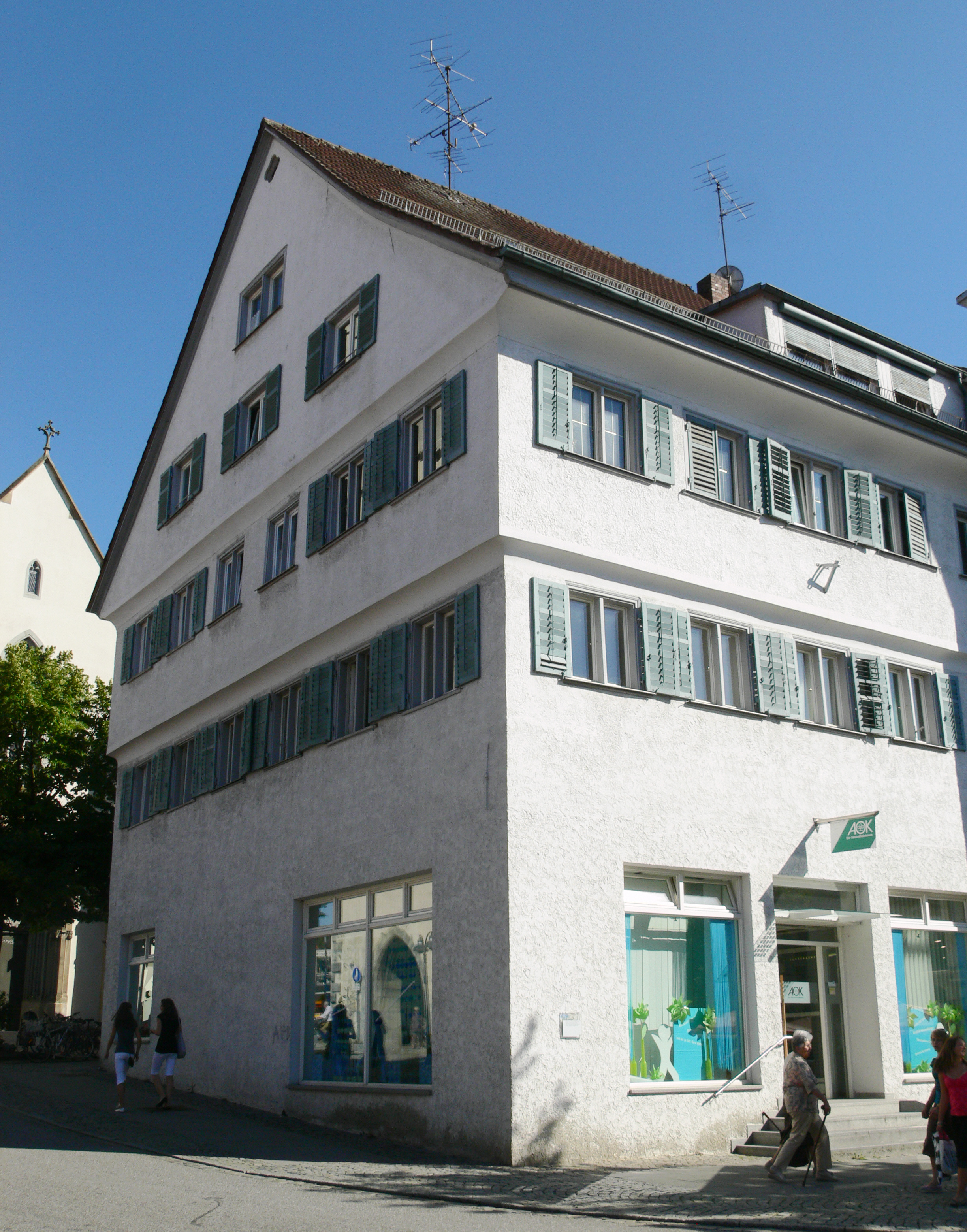
Voormalige Latijnse School
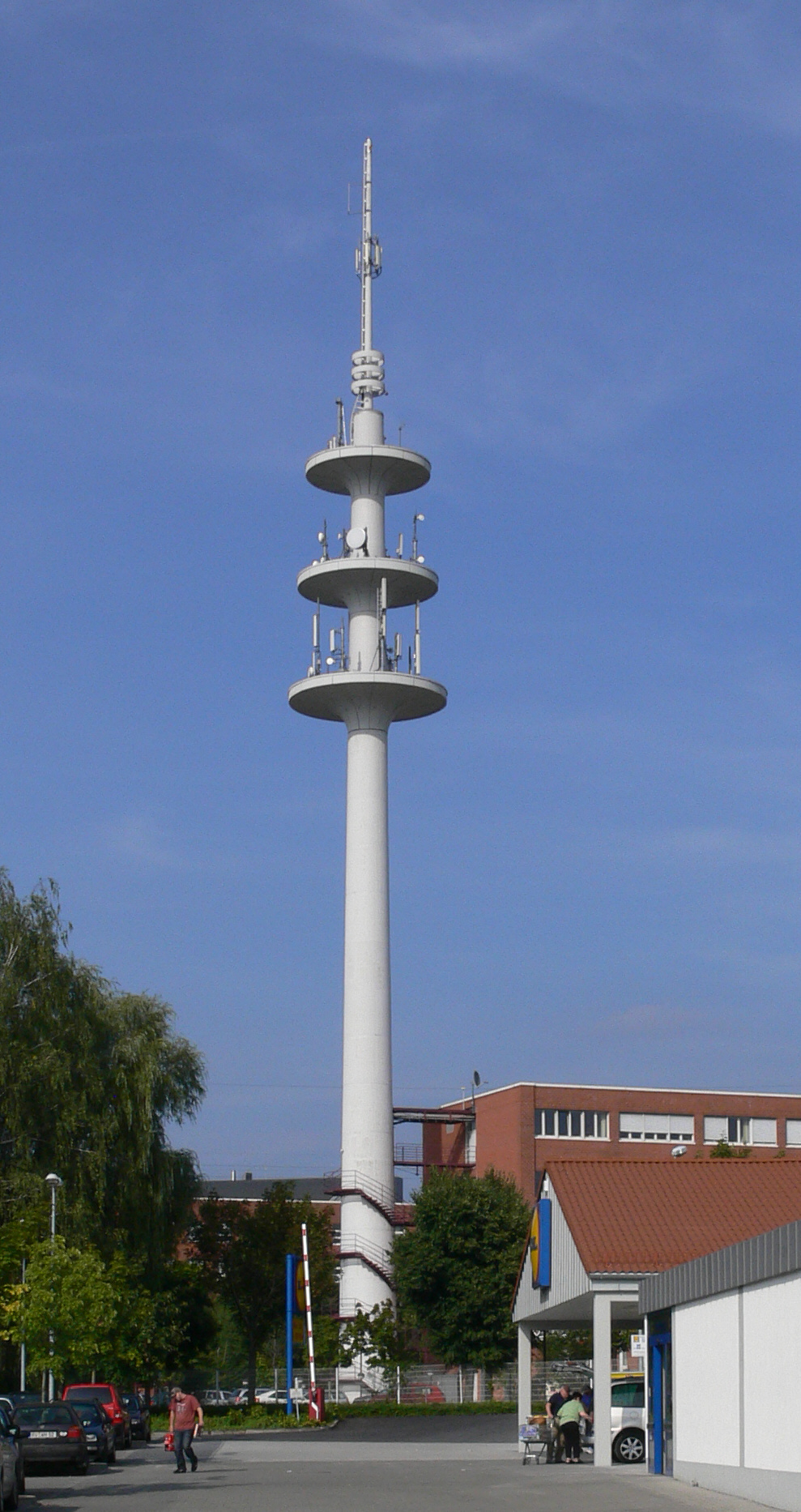
Telecommunicatietoren